# Yamanoue no Okura
Yamanoue no Okura est un nom japonais traditionnel ; le nom de famille (ou le nom d'école), Yamanoue, précède donc le prénom (ou le nom d'artiste).
Yamanoue no Okura (山上 憶良) (660 – 733) est un poète japonais surtout connu pour ses poèmes sur les enfants et les petites gens. Il a fait partie d'une des missions japonaises dans la Chine des Tang. Il contribue également à l'élaboration du Man'yōshū et ses textes sont empreints d'une forte influence chinoise. Contrairement à la poésie de son temps, ses poèmes mettent l'accent sur une moralité fondée sur l'enseignement de Confucius et du Bouddhisme. Il est peut-être né en 660 car dans le cinquième volume de ses œuvres, publié en 733, il est écrit : « Cette année, j'ai 74 ans ».
Le père de Yamanoue est un médecin du royaume de Baekje qui a fui au Japon après la chute du royaume aux mains de Silla et Tang. Yamanoue arrive enfant au Japon. Yamanoue no Okura accompagne une mission dans la Chine des Tang en 701 et en revient en 707. Dans les années qui suivent son retour au Japon, il exerce diverses fonctions officielles. Il sert comme gouverneur de la province de Hōki (près de l'actuel Tottori), précepteur du prince impérial et gouverneur de la province de Chikuzen.

## Source
- (en) Roy Miller, Yamanoe Okura, a Korean Poet in Eighth-Century Japan : Journal of the American Oriental Society 104 (4): 703–726, 1984

## Source de la traduction
- (en) Cet article est partiellement ou en totalité issu de l’article de Wikipédia en anglais intitulé « Yamanoue no Okura » (voir la liste des auteurs).